# 陈占祥
陈占祥（英語：Charles Chen, 1916年6月13日—2001年3月12日）是一位中国城市规划师、建筑师。

## 生平
1916年出生于上海，原籍浙江宁波奉化，與蔣中正家族為世交。1935年，上海雷士德工学院附设中专（简称“雷士德工专”）毕业。1938年8月赴英国利物浦大学建筑学院留学。1944年-1945年，获英国文化协会奖学金，为伦敦大学学院博士研究生，导师为帕特里克·阿伯克龙比教授。1946年放弃学业，归国。在上海与友人陆谦受、王大闳、郑观萱、黄作燊共组“五联建筑事务所”。
1949年10月，赴北京工作。1950年2月，与梁思成共同完成《关于中央人民政府行政中心区位置的建议》，提出保护古城，另建西城郊新中心，史称“梁陈方案”。
1957年，被划为右派，陈被送往京郊沙岭绿化基地劳动改造。1960年，回城，劳动改造继续。1962年，任设计院情报所理论组译员。
1979年，与华揽洪一同被平反。任国家城市建设总局城市规划研究所总规划师。《城市规划》（英文版）主编。1988年1月，应邀赴美国讲学，先后任教于加州大学伯克利分校、康奈尔大学等校。1989年归国。
2001年3月12日逝于北京，享年85岁。